# Anton Bakker
Anton Bakker is een Nederlands voormalig cricket-international.
Bakker werd in 1964 lid van Cricket Touring Club de Flamingo's. In 1974 en 1975 ontving hij de Cramer McLean Beker, die in 1968 werd ingesteld door het bestuur van CTC de Flamingo's om uit te reiken aan de cricketer die in één seizoen de meest wedstrijdbepalende prestatie leverde.
Bakker is lid van Golfclub Broekpolder en Orange All Stars. Hij won het jaarlijkse OAS kampioenschap in 1988, 1989, 1993 en 1994.